# 后银山古墓
后银山古墓，是位于中国山东省泰安市东平县银山镇后银山村的汉代古墓葬群，1986年入选东平县第二批文物保护单位。
后银山古墓为规模较大的汉墓葬群，无封土，抗日战争时数座被毁，1953年曾发掘一座砖石混砌墓，另有一座墓身重新封存、墓门暴露在外的石墓，曾出土铁剑、铜镜，墓室内有丰富的壁画。